# Marcelino Moreno
Damián Marcelino Moreno (ur. 25 czerwca 1995 w San Martínie) – argentyński piłkarz występujący na pozycji środkowego pomocnika w amerykańskim klubie Atlanta United. Wychowanek lokalnych klubów Atlético Palmira, Boca Juniors i CA Lanús. W seniorskiej karierze grał w CA Lanús i Talleres Córdoba.

## Sukcesy

### Klubowe
CA Lanús
- Zdobywca Copa Bicentenario: 2016
- Zdobywca Supercopa Argentina: 2016